# Carlos de Sá Pais do Amaral Pereira e Meneses
Carlos de Sá Pais do Amaral Pereira e Meneses (Lisboa, 3 de Outubro de 1865 – Lisboa, 4 de Agosto de 1909), 1.º Visconde de Alferrarede e 1.º Conde de Alferrarede.

## Família
Filho de José Maria de Sá Pereira e Meneses Pais do Amaral, 4.º Conde da Anadia, e de sua mulher Ana Maria Juliana de Morais Sarmento, filha do segundo casamento do 1.º Barão da Torre de Moncorvo e 1.º Visconde de Torre de Moncorvo.

## Biografia
Moço Fidalgo da Casa Real com exercício no Paço, etc.
O título de 1.º Visconde de Alferrarede foi-lhe concedido por Decreto de 31 de Agosto e Carta de 7 de Setembro de 1882 de D. Luís I de Portugal, e a elevação à Grandeza, como 1.º Conde de Alferrarede, pouco depois, por Decreto de 7 e Carta de 20 de Maio de 1903 de D. Carlos I de Portugal.

## Casamento e descendência
Casou em Lisboa a 30 de Janeiro de 1888 com Maria da Luz Biester de Barros Lima (Lisboa, 5 de Setembro de 1867 - Lisboa), filha de José Pedro de Barros Lima, Par do Reino, Conselheiro de Sua Majestade Fidelíssima, etc., e de sua mulher Maria da Assunção Biester, da qual teve uma única filha: 
- Maria da Assunção de Sá Pais do Amaral (Lisboa, 15 de Setembro de 1890 - Lisboa, 15 de Novembro de 1976), Representante do Título de Condessa (antes Viscondessa) de Alferrarede, casada em Lisboa a 30 de Junho de 1915 com D. António Maria da Assunção José Francisco de Paula de Assis José Vicente Gabriel Deodato de Sousa e Holstein Beck (Lisboa, 14 de Agosto de 1892 - Cascais, 2 de Setembro de 1941), 4.º Marquês do Faial e 4.º Conde de Calhariz, sem geração